# Malla Grapengiesser
Malin Anna Margareta Grapengiesser, känd som Malla Grapengiesser, född 6 juli 1953, är en svensk regissör och filmproducent. Hon har främst producerat dokumentärfilm men även arbetat med andra genrer som spelfilm, däribland novellfilm. Bland hennes mest kända uppdrag finns den flerfaldigt prisbelönade dokumentären Searching for Sugar Man som hon var med och producerade.

## Filmproduktion
2012 startade Grapengiesser produktionsbolaget Fosfor Produktion AB som har släppt produktioner som dokumentären Malmberget och kortfilmen Autonomous. Innan dess hade hon, tillsammans med Antonio Russo Merenda, under nästan femton år drivit Hysteria film där hon förutom rollen som VD även var aktiv som regissör, producent, researcher och samproducent.
2018 har Grapengiesser premiär med dokumentärfilmen "Händelser i Ydre" (internationell titel: Giants and the Morning After) som hon producerat och regisserar tillsammans med Alexander Rynéus och Per Bifrost. Filmen speglar Ydre kommun, där Grapengiesser växte upp, och behandlar glesbygdsfrågor.

## Privatliv
Malla Grapengiesser tillbringade uppväxten på Norrby stora gård i Asby. Hon är brorsdotter till Jan Grapengiesser.

## Filmografi
- 1996 - A Woman Interrupted (producent)
- 2004 - My American Family (producent)
- 2005 - Bortglömda (producent)
- 2006 - Rea på njure (producent)
- 2006 - Ledas längtan (producent)
- 2008 - Hjärtrud - kvinnan i ditt liv (producent)
- 2009 - Beauty Refugee (producent)
- 2010 - Tid ur led (producent)
- 2012 - Searching for Sugar Man (samproducent)
- 2013 - Malmberget (producent)
- 2013 - Bortkopplad (producent)
- 2014 - Autonomous (producent)
- 2017 - Landet 1+ (regissör, manusförfattare, producent)
- 2018 - Händelser i Ydre (regissör, producent)